# Рогізно (Самбірський район)
Рогізно — село в Бісковицькій сільській громаді Самбірського району Львівської області України. Населення становить 605 осіб.
Відомості про існування села сягають епохи князя Лева Даниловича, коли він надав його (разом із селом Ритеровичі) у володіння роду Дробишів.
Перша згадка про Рогізно є у грамоті Оти Пілецького від 8 травня 1352 р. як про село Перемишльської волості.
Рогізно складається з трьох частин. Головна частина села називається просто Село, південна частина (тягнеться від центру села до річки Болозівки) — Родзина, тобто родина (до війни заселена переважно поляками) і західна частина — Кольонія (до війни тут жили німецькі колоністи). Неподалік горішнього (північного) кінця села в лісі розташована гора, за назвою Біла гора. Колись з-під неї витікав струмок з ропою (насичений соляний розчин). Місцеві мешканці використовували його для своїх господарських потреб.

## Населення

### Мова
Розподіл населення за рідною мовою за даними перепису 2001 року:
| Мова       | Кількість | Відсоток |
| ---------- | --------- | -------- |
| українська | 604       | 99.83%   |
| вірменська | 1         | 0.17%    |
| Усього     | 605       | 100%     |